# 360 (rappeur)
Pour les articles homonymes, voir 360 (homonymie).
Matthew James Colwell, né le 12 juillet 1986 à Melbourne, est un rappeur australien. Il compte au total trois albums : What You See Is What You Get (2008) ; Falling and Flying (2011), qui atteint la quatrième place des ARIA Albums et est certifié disque de platine ; et Utopia (2014). Le deuxième album de 360 contient quatre singles ayant atteint les classements dont Boys Like You, classé troisième et certifié quadruple disque de platine. Il est nommé six fois aux ARIA Music Awards en 2012, et récompensé pour Falling and Flying.

## Biographie

### Jeunesse
360 est né le 12 juillet 1986,. Il étudie au Luther College de Victoria à Melbourne, et est diplômé au Box Hill Senior Secondary College.

### Premiers albums (2007–2012)
En février 2007, il signe au label Soulmate Records,. Il publie son premier album, What You See Is What You Get, le 22 mars 2008. Un critique du site web InTheMix trouve 360 « drôle, mais démontre sa capacité à approcher de thèmes personnels plus sérieux, ce qui produit un album assez mixte. » Lors d'une entrevue vidéo avec Peak Street Magazine, 360 décrit son style musical comme « une espèce de mélange entre pop, electro, dubstep, et rimes débiles . » Le 14 janvier 2008, 360 publie le clip vidéo de Mamma Mia, qui deviendra meilleure vidéo de la semaine sur la page d'accueil australienne de MySpace,.
En mars 2010, il est toujours signé au label Soulmate Records, et distribué par EMI Records. En décembre la même année, son single, Just Got Started (featuring Pez), est publié. En mars la même année, il atteint la 59e place des ARIA Singles, et la 21e place des ARIA Urban Singles,.
Le deuxième album de 360, Falling and Flying, est publié le 30 septembre 2011 et atteint la 4e place des ARIA Albums. En octobre 2012, Falling & Flying est certifié disque de platine par l'ARIA pour la vente de 70 000 exemplaires puis certifié double disque de platine en juillet 2014.

### Utopia(depuis 2012)
En juin 2012, 360 révèle au Triple J son troisième album. Une vidéo, publiée le 21 novembre 2013, annonce le lancement de Forthwrite Records, un label créé par 360 et Pez. 360 confirme ensuite le titre de son nouvelalbum, qu iera publéi au label Forthwrite, Utopia.

## Discographie

### Albums studio
- 2008 : What You See Is What You Get
- 2011 : Falling and Flying
- 2014 : Utopia

### Singles
| Titre                                  | Année | Meilleure position | Meilleure position | Certification                 | Album              |
| Titre                                  | Année | AUS                | NZ                 | Certification                 | Album              |
| -------------------------------------- | ----- | ------------------ | ------------------ | ----------------------------- | ------------------ |
| Just Got Started (featuring Pez)       | 2010  | 59                 | —                  | - ARIA : disque d'or          | Falling and Flying |
| Throw It Away (featuring Josh Pyke)    | 2011  | 79                 | —                  |                               | Falling and Flying |
| Killer                                 | 2011  | 87                 | —                  |                               | Falling and Flying |
| Boys Like You (featuring Gossling)     | 2011  | 3                  | 33                 | - ARIA : 4× disque de platine | Falling and Flying |
| Child                                  | 2012  | 24                 | —                  | - ARIA : disque de platine    | Falling and Flying |
| Run Alone                              | 2012  | 24                 | —                  | - ARIA : disque de platine    | Falling and Flying |
| Impossible, (featuring Daniel Johns)   | 2014  | 25                 | —                  |                               | Utopia             |
| Sixavelli (featuring Lunar C)          | 2014  | 76                 | —                  |                               | Utopia             |
| Live It Up (featuring Pez)             | 2014  | 21                 | —                  | - ARIA : disque d'or          | Utopia             |
| Price of Fame (featuring Gossling)     | 2014  | 19                 | —                  | - ARIA : disque d'or          | Utopia             |
| My Favourite Downfall (featuring JOY.) | 2016  | 70                 | —                  |                               | —                  |